# Thomas Neis
Thomas Neis ist ein ehemaliger deutscher Basketballspieler.

## Leben
Neis spielte Ende der 1980er und Anfang der 1990er Jahre für den DTV Charlottenburg (beziehungsweise für die Nachfolgemannschaft BG Charlottenburg/Alba Berlin) in der Basketball-Bundesliga. Es kamen Einsätze im Europapokalwettbewerb Korać-Cup hinzu. Im Spieljahr 1990/91 bestritt er für die BG 19 Bundesliga- und fünf Europapokalspiele.